# 김해군 을
김해군 을은 대한민국의 옛 국회의원 선거구이다. 당시 경상남도 김해군의 일부 지역을 관할했다.

## 역사
제헌 국회의원 선거를 앞두고 김해군의 일부 지역을 관할하는 선거구로 신설되었다.
제6대 국회의원 선거를 앞두고 김해군 갑 선거구와 통합되면서 김해군 선거구를 이루게 됨에 따라 폐지되었다.

## 역대 국회의원
| 선거   | 정당 | 정당   | 의원   |
| ------ | ---- | ------ | ------ |
| 1948년 |      | 무소속 | 조규갑 |
| 1950년 |      | 무소속 | 이종수 |
| 1954년 |      | 무소속 | 이종수 |
| 1958년 |      | 자유당 | 이종수 |
| 1960년 |      | 무소속 | 서정원 |

## 역대 선거 결과

### 대한민국 제헌 국회의원 선거
|  | 33.11% |

|  | 22.29% |

|  | 18.03% |

|  | 16.07% |

|  | 5.42% |

|  | 5.05% |

### 대한민국 제2대 국회의원 선거
|  | 18.73% |

|  | 13.06% |

|  | 12.55% |

|  | 11.19% |

|  | 10.12% |

|  | 8.03% |

|  | 7.57% |

|  | 6.02% |

|  | 5.75% |

|  | 4.39% |

|  | 2.52% |

|  | 0% |

|  | 0% |

|  | 0% |

### 대한민국 제3대 국회의원 선거
|  | 52.41% |

|  | 47.58% |

|  | 0% |

|  | 0% |

### 대한민국 제4대 국회의원 선거
|  | 31.55% |

|  | 31.15% |

|  | 23.55% |

|  | 12.51% |

|  | 1.21% |

### 대한민국 제5대 국회의원 선거
|  | 24.18% |

|  | 13.48% |

|  | 13.02% |

|  | 12.71% |

|  | 8.81% |

|  | 8.05% |

|  | 7.98% |

|  | 7.64% |

|  | 4.09% |